# Asterina gibbosa
Asterina gibbosa är en sjöstjärneart som först beskrevs av Thomas Pennant 1777.  Asterina gibbosa ingår i släktet Asterina och familjen Asterinidae. Inga underarter finns listade i Catalogue of Life.

## Bildgalleri

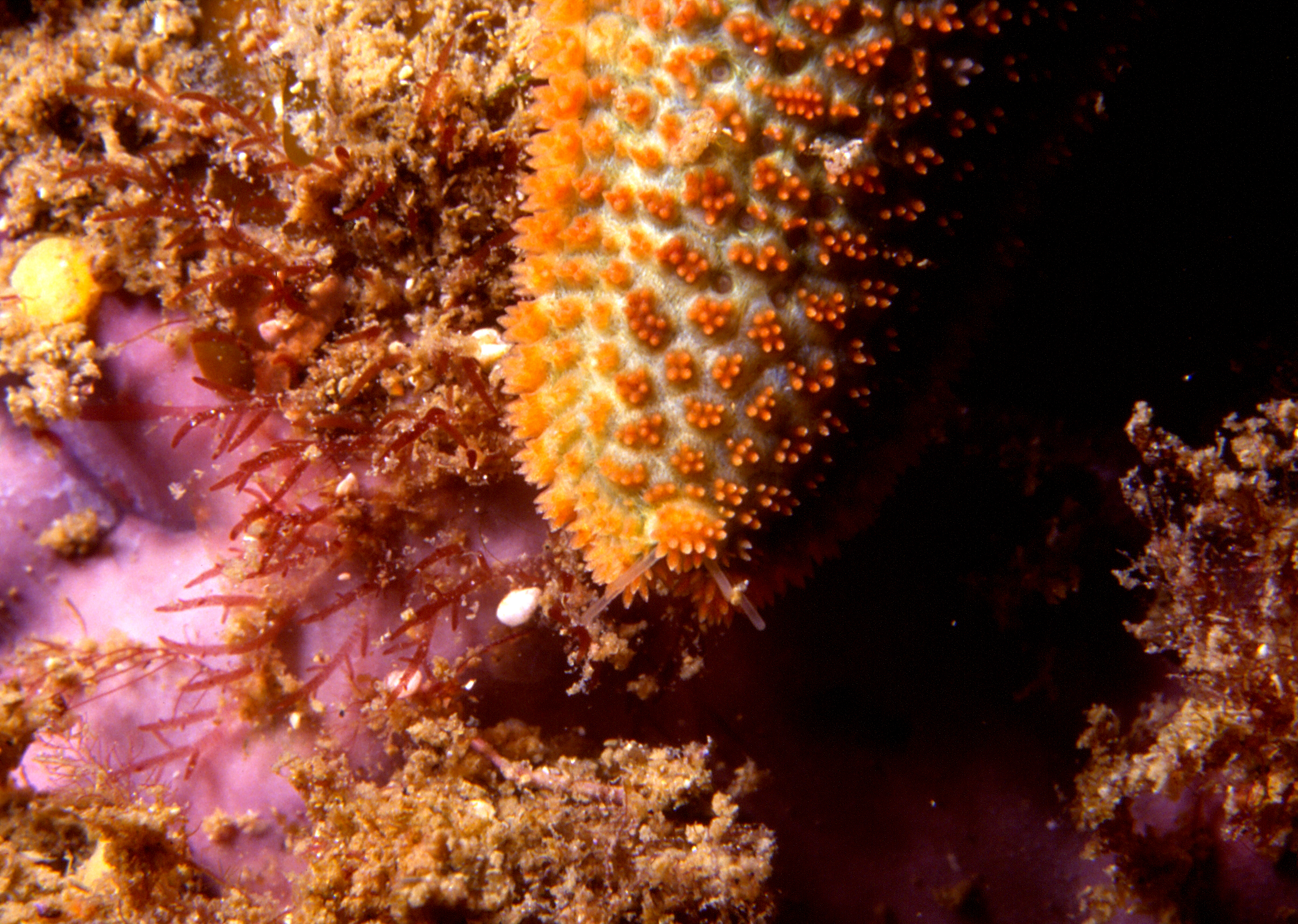
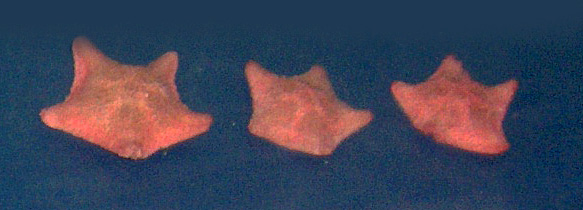
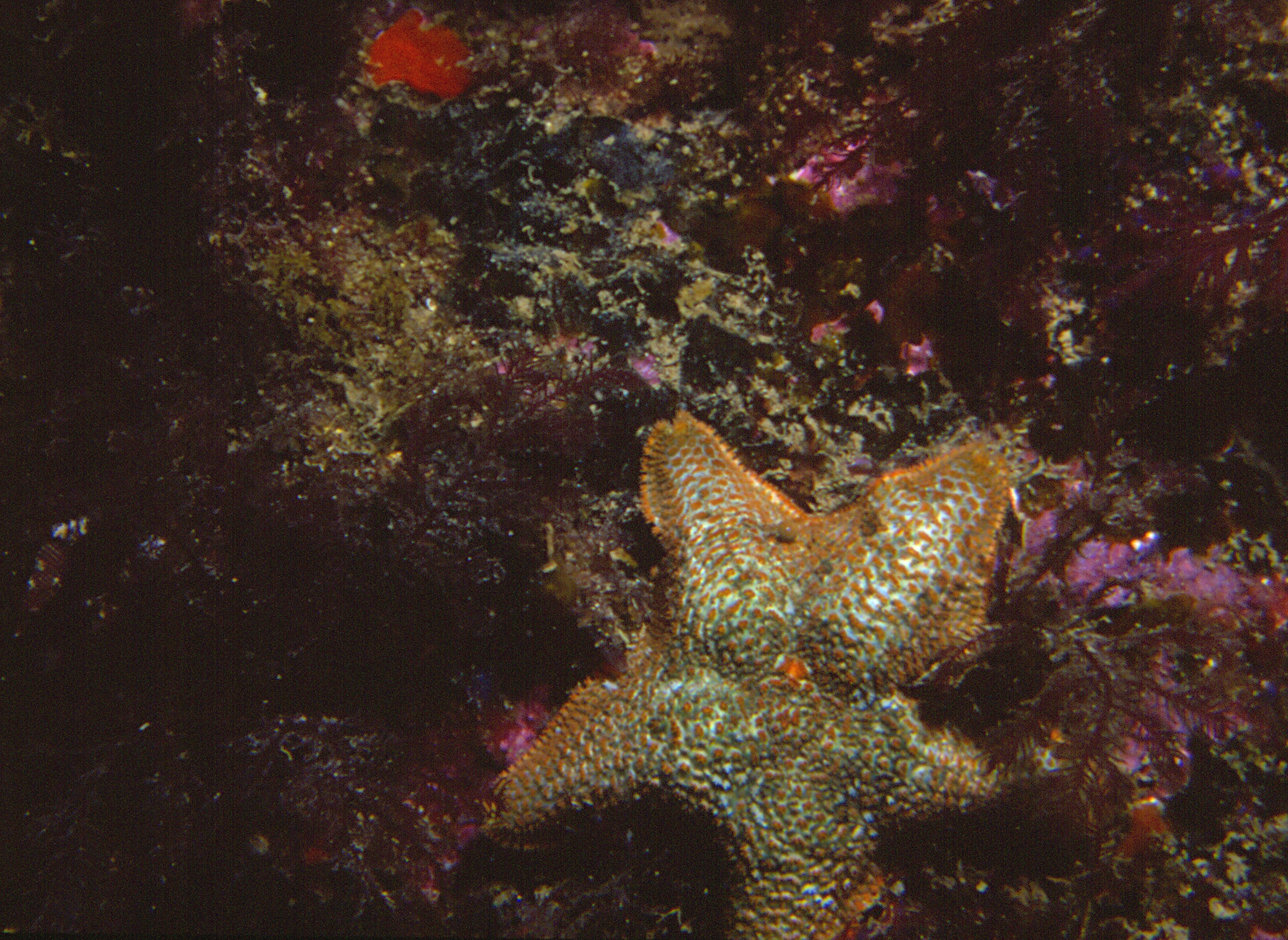
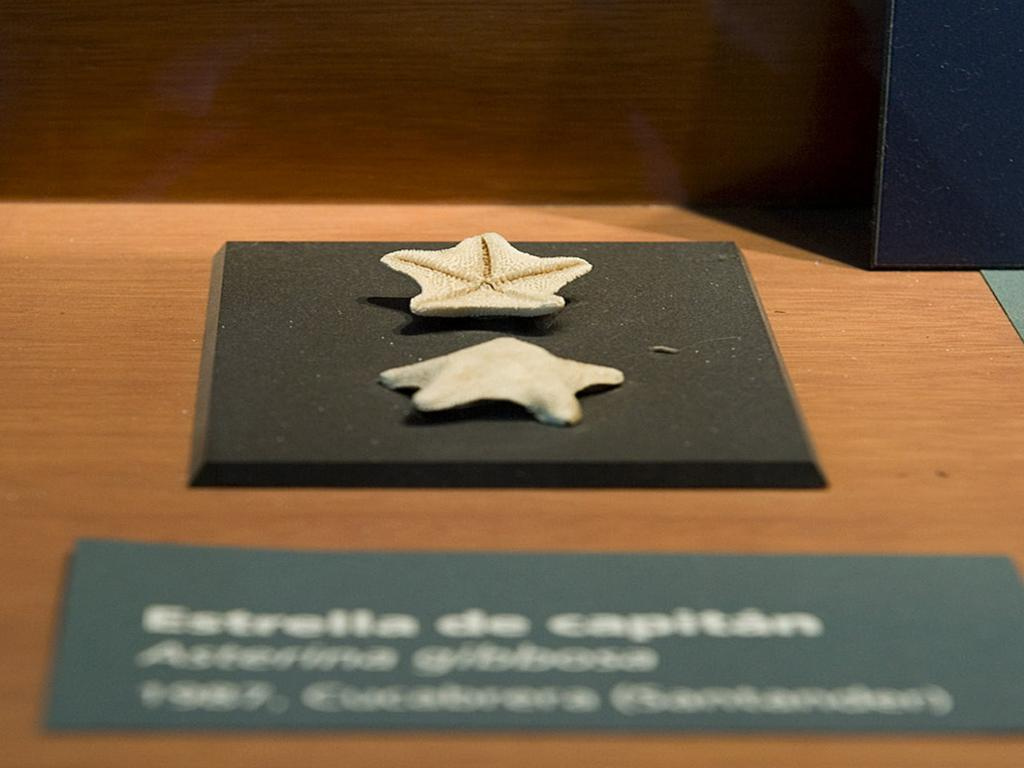
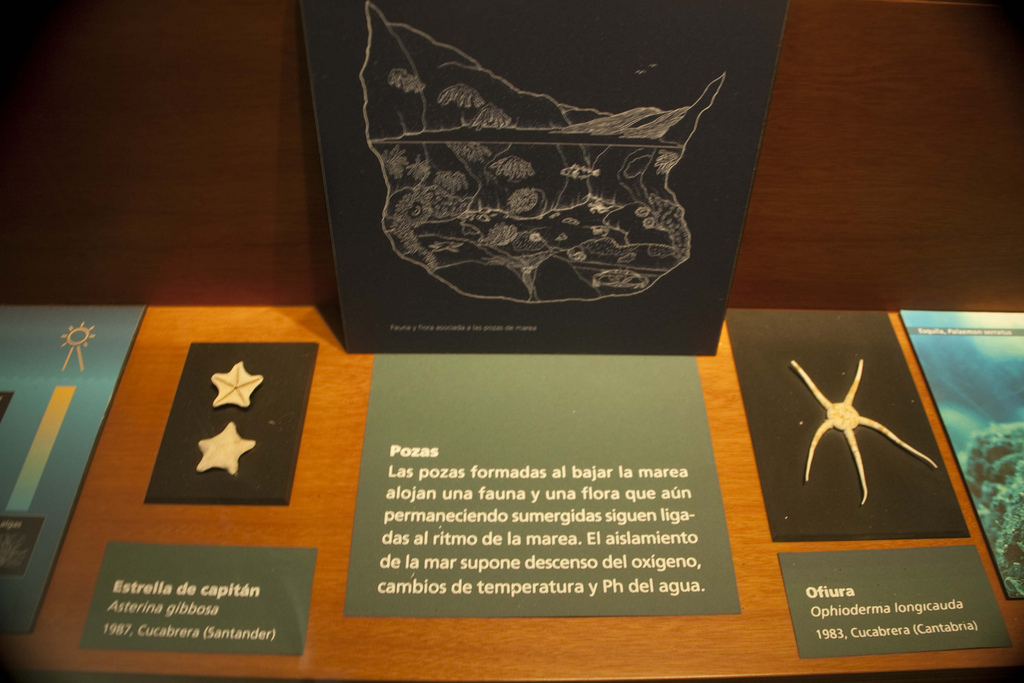
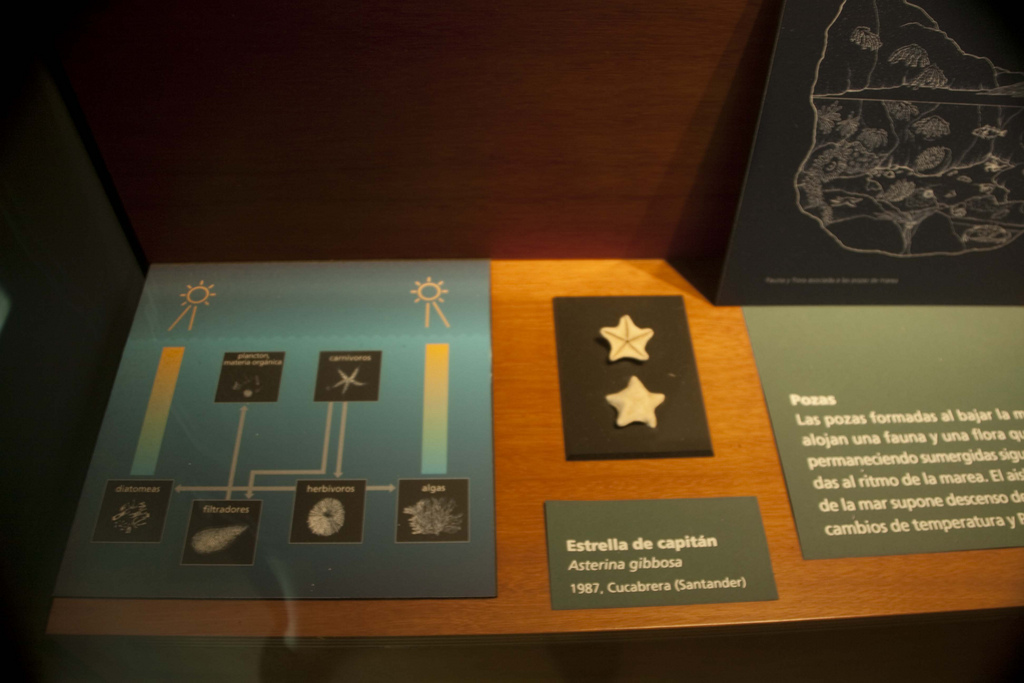